# Hans von Haim
Johann III. von Haim, auch Hans III. von Haim, (* 12. Februar 1544 in Reichenstein; † 19. April 1616 in Wien) war Adeliger und oberösterreichischer Landeshauptmann.

## Leben
Johann oder Hans von Haim war der Sohn von Christoph II. Haimer (von Haim) zu Reichenstein und Apollonia Perner von Rauchen-Schachen. Johann war von 1569 bis 1576 Rath und Regent im Regiment der N.Ö. Lande, 1578 wurde er kaiserlicher Kammerhofrat und dann unter Rudolph II. Reichshofrat. 1603 bis Ende 1605 war er Landeshauptmann von Österreich ob der Enns. Am 25. März 1575 wurde Hans mit seinen Brüdern und Vettern in den nö. Ritterstand aufgenommen, in diesem Jahr übernahm er die Herrschaft Reichenstein für sich allein. 
Hans, Georg, Christoph und Stephan die Haym zum Reichenstein wurden mit gesamter Deszendenz von Kaiser Rudolph II. am 8. Jänner 1582 in den Reichsfreiherrenstand erhoben und im selben Jahr in den NÖ Herrenstand aufgenommen.
Mit seiner ersten Gemahlin Margaretha Herrin von Schönkirchen († 1602) hatte er zwei Kinder, mit der zweiten Maria Johanna Freiin von Hoyos zu Stüchsenstein zwei Töchter. Johann starb am 19. April 1616 und ist im Schottenkloster in Wien begraben.